# Ansgar Jonietz
Ansgar Jonietz (* 1984 in Wittlich) ist ein deutscher Sozialunternehmer.

## Werdegang
Ansgar Jonietz studierte Informatik in Trier (Abschluss: Diplom-Informatiker, 2009) und Gesundheitswissenschaften in Dresden (Abschluss: Master of Public Health, 2020).
2011 gründete er mit zwei befreundeten Medizinstudierenden das soziale Projekt Was hab’ ich? zur Verbesserung der Kommunikation zwischen Arzt und Patient. In diesem Rahmen wurden bis März 2022 mehr als 50.000 Arztbefunde von ehrenamtlich Tätigen in eine für Patienten leicht verständliche Sprache übersetzt. Das von Jonietz entwickelte Programm „Verständliche Patientenbriefe nach Krankhenhausaufenthalt“ wurde Anfang 2022 vom Innovationsausschuss beim Gemeinsamen Bundesausschuss für die Regel-Leistungen der Gesetzlichen Krankenversicherungen vorgeschlagen.
Jonietz war 2019 Mitbegründer des Deutschen Netzwerks Gesundheitskompetenz.

## Arbeitsschwerpunkte
- Patientenorientierung
- Partizipative Entscheidungsfindung
- Optimierung der Arzt-Patient-Beziehung
- Gesundheitskompetenz

## Engagement
Ansgar Jonietz ist Vorstandsmitglied des Deutschen Netzwerks Gesundheitskompetenz, Mitglied im wissenschaftlichen Beirat des Deutschen Netzes Gesundheitsfördernder Krankenhäuser und Gesundheitseinrichtungen und Beiratsmitglied des Projekts Triaphon. Jonietz engagiert sich in der Gründerszene und unterstützt Gründungsinteressierte und Startups als Mentor, Juror und Veranstalter. Er ist Mentor im Mentoringprogramm des Hashtag Gesundheit e.V.

## Auszeichnungen
Für seine Aktivitäten im Rahmen von Was hab’ ich? wurde Jonietz vielfach ausgezeichnet. 2014 wurde er ins Mentoringprogramm für Nachwuchsführungskräfte aus dem Gesundheitswesen der B. Braun-Stiftung aufgenommen. Die Fachzeitschrift Kma –  Das Gesundheitswirschaftsmagazin zeichnete ihn 2016 als „Manager des Jahres“ aus. Technology Review wählte ihn als „Innovator unter 35“ aus und vergab den Titel „Social Innovator of the Year 2016“.

## Veröffentlichungen (Auswahl)
- Patient-Oriented Health Information – From Zero to Digital. In: U. Pieper, A. Steidel, J. Werner (Hrsg.): 360° Next Generation Healthcare. MWV Medizinisch Wissenschaftliche Verlagsgesellschaft, 2019.
- Was hab’ ich denn nun? In: J. Jünger (Hrsg.): Ärztliche Kommunikation. Praxisbuch zum Masterplan Medizinstudium 2020. Schattauer, 2018.
- mit E. Abegglen: Patientenbriefe nach stationären Aufenthalten. In: S. Müller-Nielitz, B. Sottas, A. Schachtrupp (Hrsg.): Innovationen in der Gesundheitswirtschaft: Theorie und Praxis von Businesskonzepten. Bibliomed, 2018, ISBN 978-3-89556-061-3.
- mit A. Bittner, J. Bittner, L. Beickert und S. Harendza: Translating medical documents into plain language enhances communication skills in medical students—A pilot study. In: Patient Educ Couns. Band 98, Nr. 9, Sep 2015, S. 1137–1141.
- mit A. Bittner und J. Bittner: „Was hab’ ich?“ Makes Medical Specialist Language Understandable for Patients. In: S. Gurtner, K. Soyez (Hrsg.): Challenges and Opportunities in Health Care Management. Springer International Publishing, Cham, Switzerland 2015, S. 331–338.